# Babka pręgowana
Babka pręgowana (Chromogobius quadrivittatus) – gatunek ryby z rodziny babkowatych (Gobiidae).

## Występowanie
Morze Śródziemne i Morze Czarne.
Żyje w wodach przybrzeżnych między kamieniami lub wodorostami.

## Cechy morfologiczne
Osiąga 6,6 cm długości. Łuski cykloidalne, wzdłuż linii bocznej jest ich 56–62. 
Przednie wieczko skrzelowe z ciemną plamą w dolnej części brzegu.

## Odżywianie
Żywi się niewielkimi dziesięcionogami i obunogami.

## Rozród
Ziarenka ikry mają kształt gruszkowaty.